# Burleston and Tolpuddle

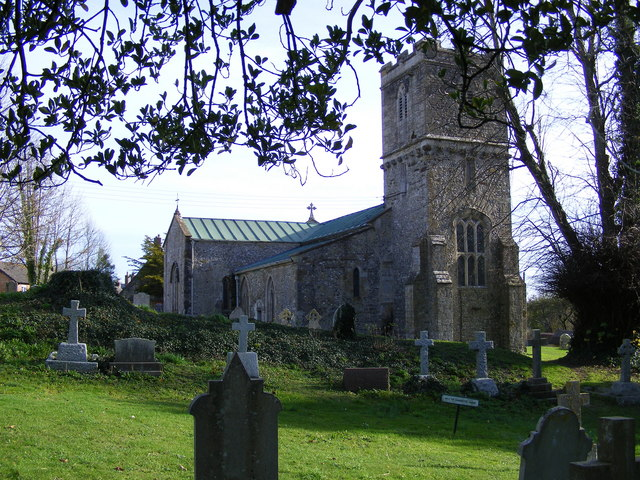
Tolpuddle

Burleston and Tolpuddle är en civil parish i distriktet Dorset, i grevskapet Dorset, i England. Civil parish är belägen 10 km från Dorchester. Civil parishen inrättades den 1 april 2024 från Burleston och Tolpuddle. Civil parishes hade 358 invånare år 2001.